# Walter Thompson (Komponist)
Walter Thompson (* 31. Mai 1952 in West Palm Beach, Florida) ist ein amerikanischer Komponist und Improvisationsmusiker (Piano, Saxophon, Flöte, auch Schlagzeug). Er schuf die Zeichensprache für das Soundpainting.

## Wirken
Thompsons Vater war ein abstrakter Maler. Nach einem Studium an der Berklee School of Music zog Thompson 1974 nach Woodstock (New York). Am dortigen Creative Music Studio studierte er Komposition und Holzblasinstrumente bei Anthony Braxton und entwickelte erstmals sein Interesse an der Verwendung von Hand- und Körpergesten als Mittel zur dirigierten Schaffung von kollektiven Improvisationen.
1980 zog Thompson nach New York City. Dort gründete er 1984 sein Walter Thompson Orchestra, mit dem er seine Dirigatssprache weiter ausdifferenzierte und mehrere Alben veröffentlichte. In den 1990er Jahren begann er, in seine mit letztlich 750 Handzeichen geleiteten Darbietungen auch Schauspieler, Tänzer, Dichter und bildende Künstler einzubeziehen. Als Solist ist er auch auf Alben von John Zorns Cobra und des Aardvark Jazz Orchestra zu hören.
Thompson hat Soundpaintings mit vielen zeitgenössischen Orchestern geschaffen, etwa in Barcelona, Paris, New York, Chicago, Los Angeles, Boston, Oslo, Berlin, Bergen, Luzern, Kopenhagen und Reykjavik. Auch hat er das Soundpainting als Methode am Pariser Konservatorium und an der Eastman School of Music vorgestellt. Was als Werkzeug begann, um die Richtung einer Aufführung zu bestimmen, hat sich zu einer universellen Kompositionssprache für Komponisten und Künstler aller Disziplinen entwickelt.
Im Jahr 2002 wurde Thompson vom Premis FAD Sebastià Gasch d’Arts Parateatrals in Barcelona mit dem Aplaudiment für seine Arbeit mit Soundpainting ausgezeichnet. Außerdem erhielt er Auszeichnungen und Kompositionsaufträge vom National Endowment for the Arts, Meet the Composer, dem Mary Flagler Cary Charitable Trust, der ASCAP, der Rockefeller Foundation, der Mid Atlantic Arts Foundation, dem New York State Council on the Arts und der Jerome Foundation.

## Schriften
- Soundpainting Workbook 1 – The Art of Live Composing for Musicians (Level 1).
- Soundpainting Workbook 2 – The Art of Live Composing for Musicians (Level 2).
- Soundpainting Workbook 3 – The Art of Live Composing for Actors and Dancers (Levels 1 and 2).
- Colors for Chorus – Boosey and Hawkes

## Diskographische Hinweise
- Four Compositions (Dane Records 1977, mit Anthony Braxton, Jon Light, Ed Schuller)
- Stardate (Dane Records 1980, mit John Rapson, Vinny Golia, Nels Cline, Roberto Miranda, Alex Cline)
- ARC Quartet (Dane, 1982, mit Bob Windbiel, Steve Rust, Harvey Sorgen)
- The Walter Thompson Ensemble 520 Out (Dane Records 1987, mit Frank London, Hollis Headrick, Jay Elfenbein, Leroy Jenkins)
- The Walter Thompson Big Band Not for Rollo (Ottava Records 1990)
- The Walter Thompson Orchestra The Colonel (Nine Winds Records 1996)
- Pexo – A Soundpainting Symphony (Nine Winds Records 2004)[3]
- Summit Quartet: Walter Thompson, Mark Harris, Matt Smiley, Ron Coulter: Ascending Structure (Kreating Sound 2022)